# Daniel Engstrand
Daniel Engstrand, född 1 januari 1744 i Bredestads socken, död 7 december 1807 i Hagebyhöga socken, Östergötlands län, han var en svensk kyrkoherde i Hagebyhöga församling.

## Biografi
Daniel Engstrand föddes 1 januari 1744 i Bredestads socken. Han var son till kyrkoherden Petrus Engstrand och Helena Törner i Marbäcks socken. Engstrand blev höstterminen 1764 student vid Uppsala universitet, Uppsala och vårterminen 1768 student vid Lunds universitet, Lund. Han blev magister i Lund 1768 och prästvigdes 18 december samma år. Engstrand tog 13 september 1780 pastoralexamen och blev 5 februari 1783 komminister i Vårdsbergs församling, Vårdsbergs pastorat, tillträde samma år. Han var från 1 maj 1783 till 31 december 1795 vice pastor i pastoratet och blev 17 december 1794 kyrkoherde i Hagebyhöga församling, Hagebyhöga pastorat. Engstrand avled 7 december 1807 i Hagebyhöga socken.

### Familj
Engstrand gifte sig 15 oktober 1783 med Margareta Elisabeth Hertzman (1757–1814). Hon var dotter till en extra ordinarie prästman. De fick tillsammans barnen en son (1785–1785), Helena Maria (1786–1851), Hedvig Susanna (1790–1791), Christina Margareta och Anna Fredrica (1797–1811).